# James Christian (musicista)
James Christian (...) è un cantante statunitense, leader e cantante del gruppo hard rock/hair metal House of Lords.

## Discografia

### Da solista
- 1995 – Rude Awakening
- 2004 – Meet the Man
- 2013 – Lay It All on Me

### Con Jasper Wrath
- 1977 – Coming Home
- 1977 – Zoldar & Clark
- 1996 – Anthology: 1969-1976

### Con gli Eyes
- 1978 – We're In It Together

### Con gli House of Lords
- 1988 – House of Lords
- 1990 – Sahara
- 1992 – Demons Down
- 2004 – The Power and the Myth
- 2006 – World Upside Down
- 2007 – Live in the UK
- 2008 – Come to My Kingdom
- 2008 – Anthology
- 2009 – Cartesian Dreams
- 2011 – Big Money
- 2014 – Precious Metal
- 2015 – Indestructible
- 2017 – Saints of the Lost Souls